# Irina Subotić
Irina Subotić (Beograd, 1941.) je srpska renomirana istoričarka umetnosti, profesorka emerita istorije moderne umetnosti. Bila je kustoskinja Muzeja savremene umetnosti i Narodnog muzeja u Beogradu. Autorka je više monografija, studija, eseja, kataloga i kritika koje su značajno obogatile razumevanje međunarodne i jugoslovenske moderne i avangardne umetnosti.

## Biografija
Irina Subotić je displomirala istoriju umetnosti na  na Filozofskom fakultetu u Beogradu 1965. godine, a doktorirala je na Univerzitetu u Ljubljani sa tezom “Likovni krug časopisa „Zenit” 1921—1926“.
Irinina majka je bila  polu-Poljakinja i polu-Ruskinja i kako srpski jezik nije govorila, sa Irininim ocem, se sporazumevala na francuskom. Kako je rasla u kući u kojoj se govorio više jezika, Irina je karijeru započela kao prevoditeljka za engleski, francuski, ruski i italijanski u Saveznom sekretarijatu za spoljnu trgovinu dok je bila na studijama (1962-1964) a  zatim kao sekretarica upravnika Moderne galerije u Beogradu (1964-1965).
Njenu karijeru u velikoj meri odredilo je porodično okruženje u kojem je odrastala. Irinin otac je radio u Upravi Grada i bio je zadužen za pratnju princa Pavla a odatle je postavljen za šefa policije za grad Beograd. Status koji je uživao, kao i naklonosti Irinine majke prema umetnosti kao školovane operske pevačice u čijoj porodici su bile poznate ruske glumice i balerine, omogućili su prijateljstva Irinine porodice sa najvećim slikarima dog vremena:  Petrom Lubardom, Nedeljkom Gvozdenovićem, Milenkom Šerbanom, Milom Milunovićem i drugima. Za vreme okupacije Beograda, Irinin otac je imao mnogo prijatelja Jevreja i levičara i koristio je svoju poziciju šefa policije dapravi spiskove ljudi koji su bili optuženi i kojima su pretili hapšenje ili streljanje i te spiskove je tajno davao skojevcima koji su te ljude spasavali. Gestapo je posumnjao i uhapsio Irininog oca i poslao ga u Banjički logor. U takvom porodičnom okruženju i tradiciji, rasla je i mlađa Irinina sestra, balerina i antiratna aktivistkinja Jelena Šantić.

### Karijera i doprinosi
Odmah nakon diplomiranja, od 1965. i 1978. godine bila je kustoskinja Muzeja savremene umetnosti, a potom od 1979. do 1995. kustoskinja Narodnog muzeja u Beogradu. Tokom svog rada u Narodnom muzeju ostvarila je intenzivnu profesionalnu saradnju sa muzejima širom Evrope, SAD-a, Izraela, gde su prikazana dela iz Narodnog muzeja. Organizovala je brojne izložbe jugoslovenske umetnosti XX veka u zemlji i inostranstvu, učestvovala na mnogim kongresima i simpozijumima u svetu, objavila tekstove о jugoslovenskoj avangardi, savremenoj umetnosti i muzeologiji na 23 jezika u zemljama Evrope, kao i u Indiji, Meksiku i Japanu.
Kao profesorka po pozivu predavala je Istoriju umetnosti na Arhitektonskom fakultetu u Beogradu od 1992-2002. godine, zatim na Akademiji umetnosti u Novom Sadu od 1995-2008. na predmetu istorija umetnosti novog doba i istorija moderne umetnosti  i na Univerzitetu umetnosti u Beogradu na master i doktorskim programima Interdisciplinarnih studija UNESCO-ve katedre od 2003. godine, kao i na doktorskim studijama na Katedri za scenski dizajn Arhitektonskog fakulteta pri Tehničkom fakultetu Univerziteta u Novom Sadu i na novosadskoj Akademiji umetnosti. 
Takođe je držala predavanja na Sorboni, Prinstonu, Univerzitetu grada Njujorka pri Institutu za istoriju umetnosti u Njujorku, Ruskoj akademiji nauka, Univerzitetu u Grogingenu i dr.
Članica je domaćih i međunarodnih udruženja istoričara umetnosti, likovnih kritičara, muzejskih radnika i prevodilaca.  Potpredsednica je panevropske federacije Europa Nostra; osnivačica i predsednica Evrope Nostre Srbija.  Takođe je članica panela World Monuments Fund-a za listu najugroženijih spomenika sveta 2002-2004.
Kao profesor emeritus, zalaže se za očuvanje kulturnog nasleđa i iznosi kritičke stavove o brzom i nepromišljenom rušenju istorijskih delova Beograda, nazvavši taj proces — urbicidom. Istakla je da se time ne uništava samo fizički prostor, već i identitet grada i njegovo kulturno značenje.
Irina Subotić je centralna figura u srpskoj umetničkoj nauci — njeni radovi doprinose očuvanju, promociji i razumevanju kulturnog nasleđa i avangardne umetnosti. Kroz kuratorski rad i predavanja, prosvetila je generacije umetnika i istraživača, obogaćujući naučne diskurse i javni dijalog o kulturi i prostoru.

## Nagrade[3]
- 1993. Nagrada Centra za kulturu Olga Petrov za najbolju kritiku o Pančevačkom bijenalu skulpture;
- 1995-96. Nagrada Društva istoričara umetnosti Srbije za najbolju autorsku izložbu savremene umetnosti - Na iskustvima memorije (sa G. Stanišić);
- 2000-01. Nagrada Društva istoričara umetnosti Srbije za najbolju autorsku izložbu savremene umetnosti - Dossier Serbien (sa B. Pavićević i A.- Miljanić);
- 2005. Nagrada »Pavle Vasić« za monografiju Miodrag Mića Tabački (sa G. Popović-Vasić);
- 2006. Nagrada »Golden Pen« Američkog instituta za pozorišnu tehnologiju za monografiju Miodrag Mića Tabački (sa G. Popović-Vasić);
- 2008. Dobitnik ordena Vlade Republike Francuske - Chevalier dans l'ordre des Arts et des Lettres
- 2009. Nagrada »Pavle Vasić« za 2008.godinu za knjigu Zenit 1921-1926. (sa V.Golubović)